# Condado de Lake of the Woods
O Condado de Lake of the Woods é um dos 87 condados do estado americano do Minnesota. A sede do condado é Baudette, que é também a sua maior cidade.
O condado tem uma área de 4597 km² (dos quais 1239 km² estão cobertos por água), uma população de 4522 habitantes, e uma densidade populacional de 1 hab/km² (segundo o censo nacional de 2000). O condado foi fundado em 1922 e o seu nome provém do lago dos Bosques.
Lake of the Woods é o ponto mais setentrional dos 48 estados contíguos dos Estados Unidos. Sendo que o Estado americano de Alasca não possui condados (suas principais unidades administrativas são distritos), o Condado de Lake of the Woods é o condado mais setentrional dos Estados Unidos. Lake of the Woods foi o último condado criado no Minnesota.